# Эммонс (город, Миннесота)
Эммонс (англ. Emmons) — город в округе Фриборн, штат Миннесота, США. На площади 2,1 км² (2,1 км² — суша, водоёмов нет), согласно переписи 2002 года, проживают 432 человека. Плотность населения составляет 208 чел./км².
- Телефонный код города — 507
- Почтовый индекс — 56029
- FIPS-код города — 27-19340[1]
- GNIS-идентификатор — 0659990[2]